# Люпчо Коцарев
Люпчо Коцарев (мак. Љупчо Коцарев; нар. 25 лютого 1955, Скоп'є) — македонський вчений і професор у галузі фізики, технічних та комп'ютерних наук. Член Македонської академії наук і мистецтв (МАНМ). На виборчих зборах МАНМ, що відбулися 25 листопада 2019 року, Коцарев обраний президентом, термін повноважень якого розпочався 1 січня 2020 року, замінивши Такі Фіті.

## Освіта та трудова діяльність
Здобув початкову, середню та вищу освіту (електротехнічний факультет) у своєму рідному місті. Здобув ступінь магістра на електротехнічному факультеті в Белграді, а докторський ступінь — в Інституті фізики при факультеті природничих наук і математики в Скоп'є.
У періоди з 1985 по 1999 рік та з 2007 по 2011 рік працював на факультеті електротехніки та факультеті інформаційних наук та комп'ютерної інженерії Університету Кирила і Мефодія в Скоп'є. Працює на факультеті інформаційних наук та комп'ютерної інженерії (FINKI) з моменту його заснування у 2011 році. З 1999 по 2016 рік працював у Каліфорнійському університеті вСан-Дієго, США. Проходив навчальні стажування в США, Німеччині, Італії, Угорщині, Іспанії та Японії. У 2006 році обраний членом IEEE (члена Товариства інженерів-електриків США). 27 травня 2003 року обраний членом Македонської академії наук і мистецтв поза робочою групою, а 1 травня 2007 року є її дійсним членом.

## Наукова діяльність
Академік Люпчо Коцарев має широкий науковий інтерес, пов'язаний з фізикою, технічними та комп'ютерними науками. Має низку наукових публікацій, співпрацював із багатьма закордонними науковцями.

## Нагороди
У 2019 році Люпчо Коцарев отримав премію «11 Жовтня» за досягнення в галузі науки.